# Blechnum hindii
Blechnum hindii är en kambräkenväxtart som först beskrevs av Tindale och T.C.Chambers, och fick sitt nu gällande namn av Maarten J.M. Christenhusz. Blechnum hindii ingår i släktet Blechnum och familjen Blechnaceae. Inga underarter finns listade.